# ウォーク (DD-723)
| USS Walke DD-723 | |
| 艦歴             | |
| 発注             | |
| 起工             | 1943年6月2日 |
| 進水             | 1943年10月27日 |
| 就役             | 1944年1月21日 |
| 退役             | 1970年11月30日 |
| 除籍             | 1974年2月1日 |
| その後           | 1975年4月16日にスクラップとして売却 |
| 性能諸元         | |
| 排水量           | 2,200トン |
| 全長             | 376 ft 6 in (114.8 m) |
| 全幅             | 41 ft 1 in (12.5 m) |
| 吃水             | 15 ft 8 in (4.8 m) |
| 機関             | 蒸気タービン方式 2軸推進、60,000 shp (45 MW) |
| 最大速力         | 34 ノット (63 km/h) |
| 航続距離         | 6,500 海里 (12,000 km) 15ノット時 |
| 乗員             | 士官、兵員336名 |
| 兵装             | 38口径Mk 30 38口径5インチ連装砲 3基 60口径ボフォース 40mm4連装機関砲 2基 60口径ボフォース 40mm連装機関砲 2基 エリコン 20mm単装機銃 11門 21インチ5連装魚雷発射管 2基 爆雷投下軌条 2軌 爆雷投射機 6基 |

ウォーク (USS Walke, DD-723) は、アメリカ海軍の駆逐艦。アレン・M・サムナー級。艦名は南北戦争で活躍したアメリカ海軍少将ヘンリー・A・ウォークに因む。この名を持つ艦としては3隻目。

## 艦歴
「ウォーク」は1943年6月7日にメイン州バスのバス鉄工所で起工した。1943年10月27日にダグラス・ディロンによって命名、進水し、1944年1月21日にボストン海軍工廠で艦長ジョン・C・ザーム中佐の指揮下就役した。

### 第二次世界大戦
ボストン海軍工廠での艤装が完了すると、「ウォーク」は2月12日にワシントンD.C.に向けて出航し、14日から18日まで停泊した後バミューダでの整調訓練に向かった。1944年3月19日にボストンに帰還、信頼性試験の後バージニア州ノーフォークに移動し、高速での給油訓練を給油艦「オーシラ (USS Aucilla, AO-56)」と共に、艦船局の監督下行った。ウォークはハンプトン・ローズからフロリダ州キーウェストに移動し、4月の第1週の週末に新型聴音装置を用いた対潜水艦戦試験を行った。任務は4月17日に終了し、2日後ノーフォークに到着、新造艦乗員訓練の核となる乗員たちの訓練を完了した。
5月12日に「ウォーク」はニューヨークに向かい、翌日到着した。14日にノルマンディー上陸作戦に参加するためヨーロッパへ向けて出航する。5月24日にスコットランドのグリーノックに到着する。6月6日から26日まで、第119駆逐隊に加わり沿岸の砲撃、掃海に従事した。7月9日にはアメリカへ帰還し、8月30日空母「タイコンデロガ」の護衛としてパナマ運河、サンディエゴを経て、9月25日真珠湾に入港した。10月23日、戦艦「ノースカロライナ」の護衛として真珠湾を発ち、11月5日ウルシー環礁に到達した。第38.4任務群に加わった後、11月27日第60駆逐艦隊に加わりレイテへ出港、29日には第77.2任務群の、次いで12月6日には第78.3任務群の護衛任務に就いた。7日には特攻により大破した駆逐艦「マハン」の救助と処分に当たった。
1945年1月6日、リンガエン湾で掃海隊の護衛中に特攻を受け、艦橋及び右舷を損傷した。この時、艦長のジョージ・フレミング・デイヴィス中佐が重傷（後に死亡）を負いつつ、艦の維持を指揮し、9日まで引き続き護衛任務に当たった。艦長の功績に因んでフォレスト・シャーマン級駆逐艦の5番艦が「デイヴィス」と命名された。「ウォーク」は修復後、沖縄戦に参加している。

### 朝鮮戦争
太平洋予備役艦隊サンディエゴ・グループで3年余り保管された後、ウォークは1950年10月5日にマーシャル・F・トンプソン中佐の指揮下再就役した。西海岸沿いに整調訓練を行った後、1951年1月2日にサンディエゴを出航し朝鮮戦争への参加のため極東に向かう。横須賀で嵐で受けた損傷を修理した後、朝鮮半島沖で第77任務部隊に合流した。
任務部隊の空母に対して対潜哨戒護衛を行うのに加えて、韓国沿岸に移動し元山、城津、清津などの都市の鉄道および道路に対して砲撃を行った。6月12日、任務部隊と共に沖合60マイルを航行中に浮遊機雷に接触、爆発により死者26名、負傷者40名を出した。
佐世保で応急修理を行った後、「ウォーク」は本国に帰還、メア・アイランド海軍造船所で7月に本格修理を行った。修理後1952年6月に朝鮮半島の戦闘地帯に戻り、第77任務部隊の護衛任務を再開、加えて艦砲射撃任務にも従事した。作戦活動は1953年1月に完了し、カリフォルニア州ロングビーチに帰還、西海岸での通常任務を開始した。7月に「ウォーク」は韓国沖合で第77任務部隊に再合流し、7ヶ月間の空母護衛任務に就く。しかしながらこの時までに停戦協定が成立し、「ウォーク」の戦闘任務は終了した。

### ベトナム戦争
ベトナム戦争時には、台湾海峡の警戒とベトナム沿岸での対潜作戦・支援砲撃に当たった。1966年6月9日、後部機関室より出火し、その後修復を行っている。1970年10月4日までこれらの任務に当たった後、ロングビーチへ向かった。
「ウォーク」は現役最後の年を西海岸沿いに活動した。1970年11月30日に「ウォーク」はピュージェット・サウンド海軍造船所で退役、太平洋予備役艦隊コロンビア川グループで1974年まで係留された。その後1974年2月1日に除籍され、1975年4月16日にワシントン州タコマのジェネラル・メタルズ社にスクラップとして売却された。
「ウォーク」は第二次世界大戦の戦功で6個、朝鮮戦争の戦功で4個、ベトナム戦争の戦功で7個の従軍星章を受章した。